# Leioscyta bituberculata
Leioscyta bituberculata är en insektsart som beskrevs av Goding. Leioscyta bituberculata ingår i släktet Leioscyta och familjen hornstritar. Inga underarter finns listade i Catalogue of Life.